# Lophuromys
Genre
Lophuromys est un genre de rongeurs de la famille des Muridés d'Afrique.

## Liste des sous-genres et espèces
Selon ITIS (3 juin 2017) :
- sous-genre Lophuromys (Kivumys) Dieterlen, 1987
  - Lophuromys luteogaster Hatt, 1934
  - Lophuromys medicaudatus Dieterlen, 1975
  - Lophuromys woosnami Thomas, 1906
- sous-genre Lophuromys (Lophuromys) Peters, 1874
  - Lophuromys angolensis W. Verheyen, Dierckx & Hulselmans, 2000
  - Lophuromys ansorgei De Winton, 1896
  - Lophuromys aquilus True, 1892
  - Lophuromys brevicaudus Osgood, 1936
  - Lophuromys brunneus Thomas, 1906
  - Lophuromys chrysopus Osgood, 1936
  - Lophuromys dieterleni W. Verheyen, Hulselmans, Colyn & Hutterer, 1997
  - Lophuromys dudui W. Verheyen, Hulselmans, Dierckx & E. Verheyen, 2002
  - Lophuromys eisentrauti Dieterlen, 1978
  - Lophuromys flavopunctatus Thomas, 1888
  - Lophuromys huttereri W. Verheyen, Colyn & Hulselmans, 1996
  - Lophuromys melanonyx F. Petter, 1972
  - Lophuromys nudicaudus Heller, 1911
  - Lophuromys rahmi Verheyen, 1964
  - Lophuromys roseveari W. Verheyen, Hulselmans, Colyn & Hutterer, 1997
  - Lophuromys sikapusi (Temminck, 1853)
  - Lophuromys verhageni W. Verheyen, Hulselmans, Dierckx & E. Verheyen, 2002
  - Lophuromys zena Dollman, 1909

Lophuromys cinereus Dieterlen & Gelmroth, 1974 synonyme de Lophuromys (Lophuromys) aquilus True, 1892